# El inocente (película de 1976)
El inocente (en italiano: L'innocente) fue la última película del director italiano Luchino Visconti. Fue estrenada en 1976 y está basada en una novela de Gabriele d'Annunzio.

## Argumento
La historia se desarrolla a finales del siglo XIX. Tullio Hermil (Giancarlo Giannini), un rico aristócrata romano casado con Giuliana (Laura Antonelli), tiene una amante posesiva y aristócrata, Teresa Raffo (Jennifer O'Neill) y descuida a su esposa.
El interés por su esposa se reaviva cuando ve la felicidad de Giuliana al comenzar una relación con un novelista, Filippo d'Arborio. Ella queda embarazada. Tullio la insta a que aborte, pero ella se niega; d'Arborio muere de una infección tropical.
Tullio no puede tolerar al bebé sano que su esposa da a luz, aunque lo intenta. Mientras la familia está en la misa de Navidad, deja al bebé expuesto al frío fuera de la ventana y este muere, aparentemente por causa natural. Giulia, que sabe que Tullio ha matado al bebé, lo abandona.
Tullio intenta reavivar su romance con Teresa y la lleva a su casa de la ciudad, donde intentan hacer el amor. Cuando ella le dice que ya no le ama, él se pega un tiro. Teresa recoge sus cosas y sale de la finca.